# Rayya
Rayya è una suddivisione dell'India, classificata come nagar panchayat, di 12.620 abitanti, situata nel distretto di Amritsar, nello stato federato del Punjab. In base al numero di abitanti la città rientra nella classe IV (da 10.000 a 19.999 persone).

## Geografia fisica
La città è situata a 31° 33' 41 N e 75° 13' 16 E.

## Società

### Evoluzione demografica
Al censimento del 2001 la popolazione di Rayya assommava a 12.620 persone, delle quali 6.644 maschi e 5.976 femmine. I bambini di età inferiore o uguale ai sei anni assommavano a 1.538, dei quali 870 maschi e 668 femmine. Infine, coloro che erano in grado di saper almeno leggere e scrivere erano 8.793, dei quali 4.815 maschi e 3.978 femmine.